# Lingnan, Guangxi
Lingnan (kinesiska: 岭南镇, 岭南) är en köping i Kina. Den ligger i den autonoma regionen Guangxi, i den södra delen av landet, omkring 130 kilometer nordost om regionhuvudstaden Nanning. Antalet invånare är 69891. Befolkningen består av 32 992 kvinnor och 36 899 män. Barn under 15 år utgör 14,0 %, vuxna 15-64 år 76 %, och äldre över 65 år 8,0 %.
Genomsnittlig årsnederbörd är 1 829 millimeter. Den regnigaste månaden är juni, med i genomsnitt 333 mm nederbörd, och den torraste är februari, med 41 mm nederbörd.